# Ustilentyloma oreochloae
Ustilentyloma oreochloae är en svampart som först beskrevs av Durrieu, och fick sitt nu gällande namn av Vánky 2001. Ustilentyloma oreochloae ingår i släktet Ustilentyloma och familjen Ustilentylomataceae.   Inga underarter finns listade i Catalogue of Life.